# Microlestes ibericus
Microlestes ibericus es una especie de escarabajo de la familia Carabidae.

## Distribución geográfica
Se distribuye por el paleártico: península ibérica (España) y noroeste del Magreb.